# Roll Call
Roll Call, транскрипция «рол кол» (в переводе с англ. — «поименное голосование»)— вашингтонская газета и одноименный интернет сайт. Печатная версия выходит в дни заседания Конгресса США. Издание освещает законотворческую деятельность. С 2018 года принадлежит компании FiscalNote.

## История
Газета начала издаваться в 1955 году. Первый тираж был 10000 экземпляров. Основатель издания — Сид Ядейн. Газета была первой, из представленных в Конгрессе. В 1986 году она была продана Артуру Левитту, который был председателем Американской фондовой биржи. Позднее — вплоть до 2018 года — газета принадлежала The Economist Group. В 2009 году состоялась сделка — владельцы Roll Call приобрели компанию Congressional Quarterly, которая специализировалась на IT-решениях в области законотворческой деятельности. С тех пор объединенная компания стала называться CQ Roll Call. Далее издание перешло во владение компании FiscalNote. По условиям сделки The Economist Group получила 18 % акций покупателя и стала ее крупнейшим частным инвестором.
Газета имеет свою ярко выраженную аудиторию и рекламную подпитку из-за сфокусированности на новостях из Конгресса. Читатели издания — это не только жители Вашингтона, но и национальная аудитория, которую предлагают рекламодателям. В 2017 году тираж издания был равен 34000 экземпляров. Согласно замеру в октябре 2019 года сайт газеты имел посещаемость равную 1 млн. 260 тыс. уникальных посетителей в месяц и находился на 5 261 месте в мире среди всех информационных ресурсов.

## Коллектив издания
Редактор газеты — Каталина Камиа. Она же занимает пост вице-президента CQ. Управляет 50 журналистами издания. Каталина в коллективе с 2015 года. Возглавляла Национальную ассоциацию азиатских журналистов в 1999 по 2000 годы, в которую входило более 1500 участников. Камиа выпускница Университета Южной Каролины.
Издатель Roll Call — Джош Резник. Помимо поста в газете он является руководителем контент-направления всей компании FiscalNote.

## О FiscalNote
Компания занимается созданием и эксплуатацией решений в области информационных технологий и медиа, связывающих государство и общество. Продукты компании ориентированы в основном на взаимодействие потребителя с законодательными ветвями власти — как в США, так и в Европе.